# Nicanor Aranzáes
Nicanor Aranzáes (La Paz, Bolivia; 10 de enero de 1849 - La Paz, Bolivia; 14 de diciembre de 1927) fue un presbítero, lingüista, periodista, escritor, político, cronista e historiador boliviano. Sus más grandes obras conocidas son el "Diccionario Histórico Biográfico del Departamento de La Paz" publicado en el año 1915 y las "Revoluciones de Bolivia" publicado en 1918, dejando de esa manera un enorme y valioso aporte para la Historiografía de Bolivia.

## Biografía

### Primeros años
Nicanor Aranzáes nació el 10 de enero de 1849 en la ciudad de La Paz. Salió bachiller en su ciudad natal el año 1868 en pleno gobierno de Mariano Melgarejo (1820-1871) para luego continuar con sus estudios superiores decidiendo escoger la vida religiosa al estudiar Teología hasta 1873. Durante su trayectoria religiosa, en 1885 Aranzáes se desempeñó como presbítero de la capilla del Rosario, Sacristán Mayor de la Catedral. Luego entre 1886 y 1905 pasó a trabajar en las parroquias de Aygachi, Chirca, Guaqui, Inquisivi y Achocalla.
Ingresó también a la vida política boliviana ocupando el cargo de diputado suplente el año 1904 en representación del Partido Liberal de Bolivia apoyando al abogado cochabambino Daniel Salamanca Urey (1868-1935). A partir del año 1901, Nicanor Aranzáes se convirtió en aimarólogo formando parte de la Academia Aimara, así como también fue miembro de varias sociedades geográficas e históricas entre ellas de la Societá Internazionale degli Intellectuali, de Italia.

### Publicaciones

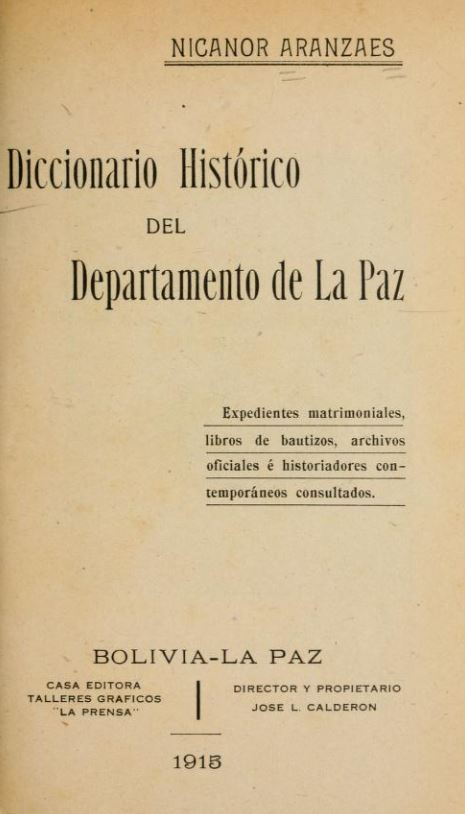
Portada de la obra Diccionario Histórico del Departamento de La Paz.

A lo largo de su vida, Nicanor Aranzáes publicó varios escritos teológicos, literarios e históricos pues le llamó mucho el interés de investigar sobre la "Historia Colonial de Bolivia" así como también la historia del país durante todo el Siglo XIX (1800-1899) logrando recolectar diversa información subyacente en expedientes matrimoniales y libros de bautizo que durante esa época se encontraban celosamente custodiados en los archivos oficiales de las diferentes iglesias de Bolivia. En el año 1915 decide publicar su más grande obra denominada "Diccionario Histórico Biográfico del Departamento de La Paz" donde a través de las biografías de diferentes personalidades de La Paz, relata a la vez la historia de los inicios de la ciudad Nuestra Señora de La Paz y de Bolivia desde la época incaica, colonial y republicana hasta principios del Siglo XX.
Tres años después, en 1918 decide publicar su libro "Las Revoluciones de Bolivia" en donde logra recopilar información valiosa de cada uno de los diferentes levantamientos militares, motines, conspiraciones y revoluciones que hubo en Bolivia durante todo el Siglo XIX y los cuales tuvieron que afrontar los presidentes bolivianos. Nicanor Aranzaés falleció el 14 de diciembre de 1927 en la ciudad de La Paz a los 78 años de edad.